# Country Joe McDonald
Country Joe McDonald, född Joseph Allen McDonald 1 januari 1942 i Washington, D.C., är en amerikansk sångare, gitarrist, låtskrivare och politisk aktivist. Under 1960-talets andra hälft var han sångare i den psykedeliska rockgruppen Country Joe and the Fish, för vilka han också skrev flera låtar. Sedan gruppen upplöstes kring 1970 har han gett ut över 30 soloalbum, och sporadiskt återförenats med Country Joe and the Fish för konserter. Han har levt en stor del av sitt liv i Berkeley, Kalifornien.
McDonalds kändaste komposition är "I Feel Like I'm Fixin' to Die-Rag" som han spelade in med Country Joe and the Fish 1967, och framförde live som soloartist på Woodstockfestivalen 1969, där han lät publiken inleda låten med "the fish cheer". Låten har likheter med Kid Orys komposition "Muskrat Ramble" från 1926, och McDonald stämdes 2001 av en dotter till Ory för plagiat. McDonald vann fallet eftersom lång tid hade gått utan någon tidigare reaktion från upphovsrättsinnehavarna.

## Diskografi

### Soloalbum
- Thinking of Woody Guthrie (1969, Vanguard 6546)
- Tonight I'm Singing Just for You (1970, Vanguard 6557)
- Quiet Days in Clichy (Soundtrack) (1970, Vanguard 79303) 5 original songs
- Hold on It's Coming (1971, Vanguard 79314)
- War War War (1971, Vanguard 79315)
- Incredible! Live! (1972, Vanguard 79316) Livealbum
- Paris Sessions (1973, Vanguard 79328)
- Country Joe (1974, Vanguard 79348)
- Paradise With an Ocean View (1975, Fantasy 9495)
- Essential Country Joe McDonald (1976, Vanguard 85/86)
- Love Is a Fire (1976, Fantasy 9511)
- Goodbye Blues (1977, Fantasy 9525)
- Rock N Roll from Planet Earth (1978, Fantasy 9544)
- Leisure Suite (1979, Fantasy 9586)
- Into The Fray (1981, Rag Baby 2001) Live in Germany
- On My Own (1981, Rag Baby 1012)
- Animal Tracks (1983, Animus UK FEEL 1)
- Child's Play (1983, Rag Baby 1018)
- Peace on Earth (1984, Rag Baby 1019)
- Vietnam Experience (1986, Rag Baby 1024/25)
- Classics (1989, Fantasy 7709)
- Best of Country Joe McDonald: The Vanguard Years (1969–1975) (1990, Vanguard 119/20)
- Superstitious Blues (1991, Rag Baby 1028)
- Carry On (1995, Rag Baby 1029)
- Something Borrowed, Something New (The Best Of) (1998, Rag Baby 1030)
- Eat Flowers And Kiss Babies Live with Bevis Frond (1999, Woronzow 33)
- www.countryjoe.com (2000, Rag Baby 1032)
- Crossing Borders with M.L. Liebler (2002, Rag Baby 1034)
- A Reflection On Changing Times (2003) Italy-only rerelease of early Vanguard albums
- Natural Imperfections with Bernie Krause (2005, Rag Baby 1037)
- Country Joe Live At The Borderline (2007, Rag Baby 1038)
- Vanguard Visionaries: Country Joe McDonald (2007, Vanguard 73171)
- War, War, War (Live) (2008, Rag Baby 1040)[6]
- A Tribute to Woody Guthrie (2008, Rag Baby 1039)
- Time Flies By (2012, Rag Baby 1041)[7]
- 50 (2017 Rag Baby 1042)

### Studioalbum Med Country Joe and the Fish
- Electric Music for the Mind and Body (1967) – #39 US
- I-Feel-Like-I'm-Fixin'-to-Die (1967) – #67 US
- Together (1968) – #23 US
- Here We Are Again (1969) – #48 US
- CJ Fish (1970) – #111 US
- Reunion (1977)